# Ажбе, Антон
Анто́н А́жбе, Ашбе (словен. Anton Ažbe; 30 мая 1862, Доленьчице, герцогство Крайна — 6 августа 1905, Мюнхен) — словенский и немецкий живописец, австро-венгерский подданный по происхождению, важная фигура среди мюнхенских художников времён югендстиля, крупный педагог. Создатель авторской методики художественной подготовки и основанной на ней частной школы, известной под его именем — так называемой школы Ажбе, оставившей после себя многочисленную группу учеников и последователей по всей Европе.

## Биография
Антон Ажбе и его брат-близнец родились в крестьянской семье. Азы художественного образования Антон Ажбе получил в Любляне у Янеша Вольфа, одного из ведущих словенских художников второй половины XIX века. Осенью 1882 года он отправился на учёбу в венскую Академию художеств, а в 1884 году переехал в Мюнхен, где посещал уроки античного искусства в Академии изобразительных искусств, а затем в художественной школе Людвига фон Лёфца.

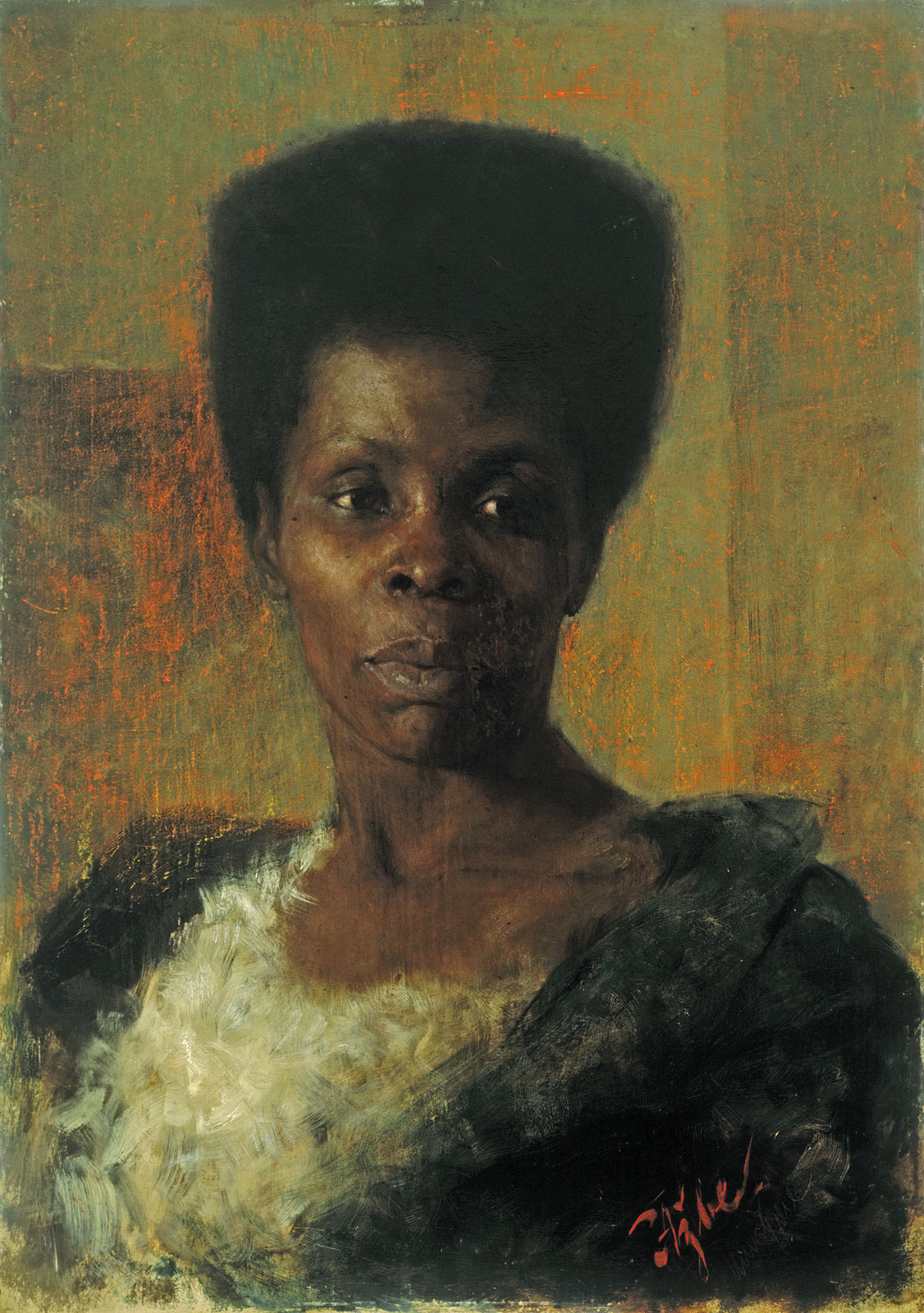
Чернокожая женщина. 1895. Национальная галерея, Любляна

В собственном творчестве Антон Ажбе эволюционировал от академической к реалистической живописи, став крупнейшим (наряду с Юрием Шубицем) представителем реализма в словенском искусстве. Он рассматривал свою картину «Чернокожая женщина» как воплощение своих художественных принципов. По мнению Ажбе, это полотно показывает, как цвет может измениться под влиянием освещения.
После обучения в специальном классе профессора Александра Вагнера он по настоянию группы студентов Академии художеств, недовольных процессом обучения, в 1891 году основал в Мюнхене частную художественную школу. Среди этих студентов, ставших его первыми учениками, был известнейший впоследствии словенский художник Рихард Якопич. Учениками Ажбе были и многие русские мастера, деятели Серебряного века и авангарда: от Дмитрия Кардовского и Игоря Грабаря через Кузьму Петрова-Водкина, Ивана Билибина и Мстислава Добужинского до Василия Кандинского, Алексея Явленского и Марианны Верёвкиной. Ажбе являлся значительной фигурой в художественной жизни Мюнхена.

## Методика преподавания рисунка и живописи
Методика Ажбе была направлена на развитие сознательного «мышления формой», индивидуальных способностей учеников и выработки ими собственной творческой манеры. Большое внимание Ажбе уделял изучению рисунка и считал его необходимой частью художественного образования. В живописи отвергал какие-либо шаблоны и считал необходимым для художника искать новые художественные приёмы. В основу методики преподавания рисунка Ажбе положил «принцип шара» (нем. Prinzip der Kugel). Он считал, что, прежде чем приступить к изображению, надо суметь увидеть в любой сложной форме простой геометрический объём: шар, куб, цилиндр. Затем без излишних конструктивных схем сразу же приступить к «лепке формы тоном» (нем. Modelierung), причем последовательно, от «большой формы» к деталям. Для этих задач использовались в основном мягкие рисовальные материалы: уголь, сангина, мел, соус. В те годы этому не учили в Академиях.
В живописи Ажбе использовал метод «кристаллизации красок», близкий импрессионизму.
Выпускники школы Ажбе не специализировались на каком-либо одном направлении в искусстве, а стали значительными фигурами в самых различных художественных течениях. Все они сыграли значительную роль в развитии искусства рубежа XIX—XX вв. Среди прочего, школа Ажбе собирала талантливых словенских студентов, которые не могли получить качественного образования в Любляне. Наряду с Якопичем, среди первых учеников Ажбе был Фердо Весел. У Ажбе учились все четыре художника, позже образовавших течение словенского импрессионизма — Рихард Якопич, Иван Грохар, Матия Яма и Матей Стернен. Они сохраняли близкие отношения с Ажбе и ежегодно приезжали на зиму в Мюнхен вплоть до его смерти в 1905 году.